# クオン・ヴー
クオン・ヴー（ベトナム語: Cường Vũ、英語: Cuong Vu、1969年9月19日 - ）は、ベトナム共和国（南ベトナム）出身のジャズ・トランペッターで、パット・メセニー・グループのメンバーであった。

## 略歴
1969年9月19日にサイゴンで生まれたヴーは、6歳のときに家族と共にシアトルに移住。11歳でトランペットを演奏し始めた。その後、ニューイングランド音楽院から奨学金を受けて学んだ。
ヴーは卒業後、1994年にニューヨークに移り、ジェイミー・サフト、アンドリュー・ダンジェロ、ジム・ブラックと、ラグド・ジャック (Ragged Jack)というグループを結成した。また、ヴーは、ローリー・アンダーソン、デヴィッド・ボウイ、デイヴ・ダグラス、マイラ・メルフォード、ジェリー・ヘミングウェイ、ミッチェル・フルームと協力してきた。
パット・メセニー・グループの一員である間に、アルバム『スピーキング・オブ・ナウ』と『ザ・ウェイ・アップ』にて、彼は2つのグラミー賞「ベスト・コンテンポラリー・ジャズ・アルバム」を受賞した。彼はトランペット奏者とボーカリストの両方としてメセニーと演奏した。
ヴーのトリオは、ベーシストの武石務とドラマーのテッド・プアーとで構成されている。

## ディスコグラフィ

### リーダー・アルバム
- 『ラグド・ジャック』 - Ragged Jack (1997年、Avant) ※with ジェイミー・サフト
- Bound (2000年、Omnitone)
- Pure (2000年、Knitting Factory)
- Come Play with Me (2001年、Knitting Factory)
- 『残像』 - It's Mostly Residual (2005年、ArtistShare/EMI)
- Vu-Tet (2007年、ArtistShare)
- Leaps of Faith (2011年、Origin)
- Holy Abyss (2012年、Cuneiform / E1)
- 『ミーツ・パット・メセニー』 - Cuong Vu Trio Meets Pat Metheny (2016年、Nonesuch)
- Ballet (The Music of Michael Gibbs) (2017年、RareNoiseRecords)
- Change In The Air (2018年、RareNoiseRecords)

### 参加アルバム
- オレンジ・ゼン・ブルー : While You Were Out (1993年)
- ボビー・プレヴァイト : Too Close to the Pole (1996年)
- デイヴ・ダグラス : Sanctuary (1997年)
- アンディ・ラスター : Interpretations of Lessness (1997年)
- ジェフ・ソング : Other Pocket (1997年)
- ジェフ・ソング : Rules of Engagement (1997年)
- クリス・スピード : Yeah/No (1997年)
- ジェリー・ヘミングウェイ : Chamber Works (1999年)
- クリス・スピード : Deviantics (1999年)
- オレンジ・ゼン・ブルー : Hold the Elevator: Live in Europe & Other Haunts (1999年)
- クリス・スピード : Emit (2000年)
- オスカー・ノリエガ : Luciano's Dream (2000年)
- アシーフ・ツァハー & the Brass Reeds Ensemble : The Hollow World (2000年)
- デヴィッド・ボウイ : "Your Turn to Drive" (2001年) ※シングル
- ローリー・アンダーソン : Life on a String (2001年)
- パット・メセニー・グループ : 『スピーキング・オブ・ナウ』 - Speaking of Now (2002年)
- アンディ・ラスター : Window Silver Bright (2002年)
- パット・メセニー・グループ : 『スピーキング・オブ・ナウ ライヴ・イン・ジャパン』 - Speaking of Now Live (2003年) ※DVD
- マティアス・ルプリ : Transition Sonic (2004年)
- マイラ・メルフォード : Where the Two Worlds Touch (2004年)
- パット・メセニー・グループ : 『ザ・ウェイ・アップ』 - The Way Up (2005年)
- クリス・スピード : Swell Henry (2005年)
- Jesper Løvdal : Grill Music (2006年)
- マイラ・メルフォード : The Image of Your Body (2006年)
- パット・メセニー・グループ : 『ザ・ウェイ・アップ・ツアー - ライヴ・イン・コリア』 - The Way Up - Live (2006年) ※DVD
- Jesper Løvdal : Coziness Kills (2006年)
- Los Dorados : Incendio (2008年)
- マイラ・メルフォード : The Whole Tree Gone (2009年)
- Wasabi Trio meet Cuong Vu : Closer (2010年)
- Mickey Finn + Cuong Vu : Gagarin (2010年)
- Speak : Speak (2010年)
- エイヴィン・カン : Alastor: Book of Angels Volume 21 (2014年)